# Arce (Burgos)

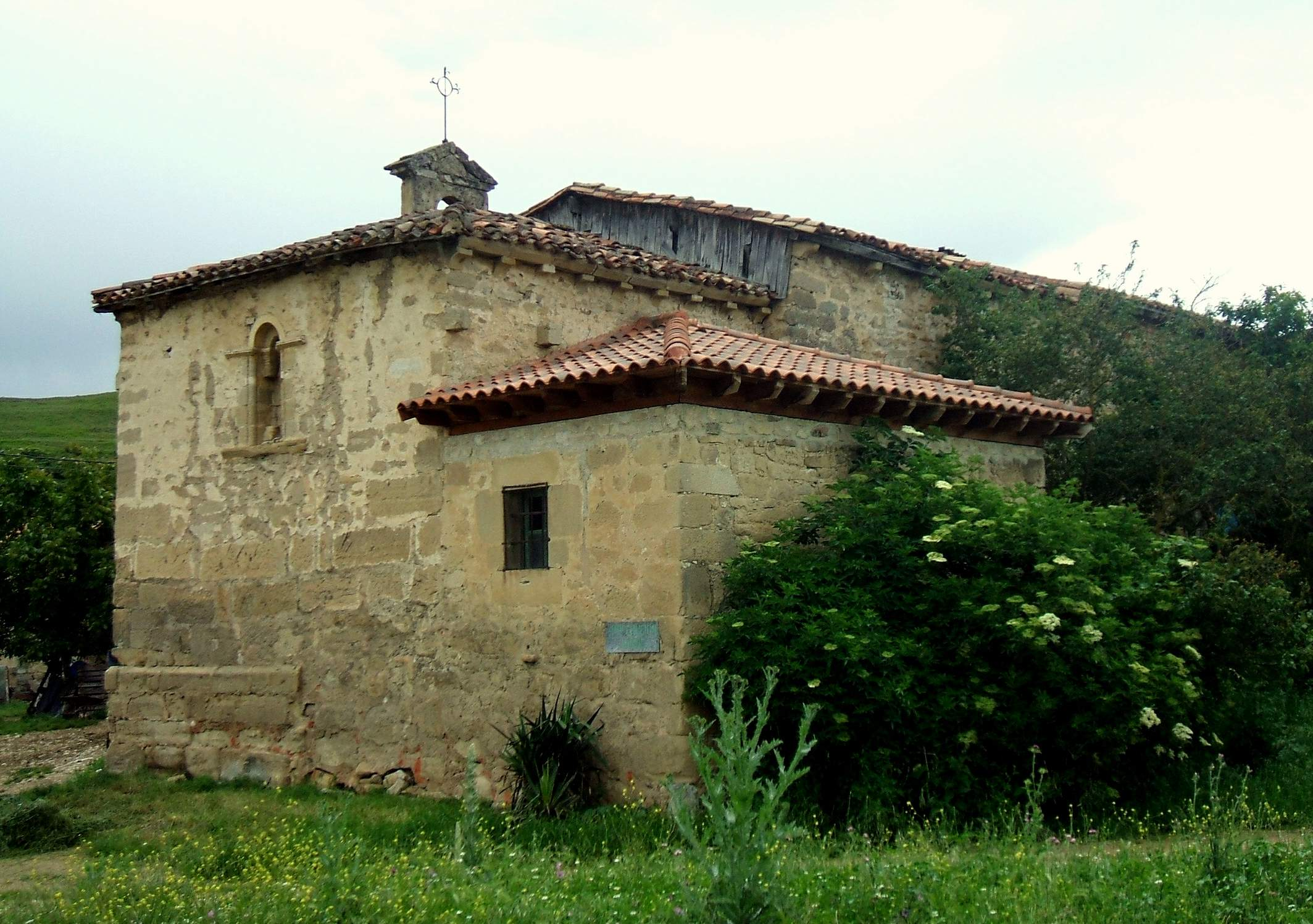
Iglesia de Arce.

Arce es una localidad dependiente del Ayuntamiento de Miranda de Ebro, en la comarca de Ebro, provincia de Burgos, comunidad autónoma de Castilla y León (España).

## Situación
Está situada en el límite este del municipio, junto al río Zadorra, frontera con Álava, al Sur de en la carretera BU-740 que une Zambrana y Berantevilla con Bayas, acceso a la A-68 dista 4,8 de la capital del municipio Miranda de Ebro. Carretera A-4157 que comunica con la localidad alavesa de Lacorzana.

## Demografía
Evolución de la población
| Gráfica de evolución demográfica de Arce entre 2000 y 2017         |
|                                                                    |
| Población de derecho (2000-2017) según el padrón municipal del INE |

## Historia
El núcleo de Arce se encuentra sobre el yacimiento arqueológico de Arce-Mirapérez donde, según los expertos, se ubica la ciudad romana de Deóbriga.
En el Censo de Floridablanca de 1787 se denominaba Arce-Mirajerez  tenía la categoría de barrio de Miranda, con Jurisdicción de Realengo, en el partido de Miranda de Ebro de la Intendencia de Burgos.
Al final del Antiguo Régimen tras la constitución los ayuntamientos figura en el municipio de Miranda de Ebro, en Castilla la Vieja, partido de Miranda de Ebro.
Así se describe a Arce (Mirapérez) en el tomo II del Diccionario geográfico-estadístico-histórico de España y sus posesiones de Ultramar, obra impulsada por Pascual Madoz a mediados del siglo XIX:

Barrio en la provincia, audiencia territorial y capitanía general de Burgos (15 leguas), partido judicial y término de Miranda de Ebro (1), diócesis de Calahorra (17). Situado al pie N de un pequeño cerro, dando vista por O a una espaciosa llanura de 5 cuartos de hora que va a morir en las Conchas de Haro; reinan los vientos N y O, disfrutando de clima templado, aunque algo propenso a jaquecas por las frecuentes nieblas que producen los ríos que le circundan. Tiene 6 casas de mediana construcción; y a sus inmediaciones 3 lagos con los nombres de Arce, Bayas, y la Corzana, los que crían finísimas sanguijuelas, apareciendo en invierno cubiertos de ánades cuya caza es muy deseada. Este barrio fue granja del extinguido convento de canónigos regulares premostratenses de Bugedo, a cuyo cargo estaba el pasto espiritual de su parroquia dedicada a Nuestra Señora. Confina por N con la Corzana, por E con Bayas, por S con Ircio y por O con Zambrana, todos a ½ legua de distancia. Su terreno, la mayor parte infértil, le baña por la parte O, pasando a un tiro de bala el caudaloso Zadorra que nace en Álava y desagua en el Ebro; y por la del S a medio cuarto de legua este tan celebrado río; ambos dan exquisita pesca, siendo muy apreciada la anguila del primero. Además de los locales le atraviesa un ramal de camino que empalma en Zambrana con la carretera que va de Rioja a la provincia de Álava, cruza el río Zadorra por un puente de piedra ruinoso y atravesando la vía principal de Francia junto a la venta del Rojo, se enlaza con la del señorío de Vizcaya a corta distancia y al N de Puentelarrá. La correspondencia la reciben y entregan en Miranda; Producciones: trigo, cebada y algo de comuña; cría ganado lanar aunque en corto número y caza de ánades y codornices; Población: 6 vecinos, 22 almas. Contribución: con su ayuntamiento.
Diccionario geográfico-estadístico-histórico de España y sus posesiones de Ultramar

## Monumentos
Iglesia de Nuestra Señora de Septiembre, edificada sobre una antigua románica (siglo XII), cuyos restos se conservan, completada (siglo XVII) y concluida en estilo barroco (siglo XVIII). De planta rectangular de una sola nave realizada, con tramo único y ábside cuadrado de menor altura que la nave. Cabecera románica con una ventana muy esbelta y abocinada enmarcada por jambas redondeadas, con doble arco de medio punto de los cuales, el interior está apoyado sobre columnas a las que falta el fuste.
El paso de la nave al ábside se realiza mediante un grueso arco fajón apoyado en pilares rectangulares. Otros tres arcos de similares características y cubiertos con bóveda de arista, enmarcan los restantes lados.